# Reserva natural Cabo Vírgenes
La Reserva Natural Cabo Vírgenes es un área protegida ubicada en la provincia de Santa Cruz, Argentina, donde se encuentra una de las pingüineras más importantes de las costas del Atlántico.
Tiene una superficie de 1230 ha. Está entre Punta Dungeness y Cabo Vírgenes, más cerca de la primera, a 130 km al sudeste de Río Gallegos.
Fue creada por la ley provincial n.º 1806 en junio de 1986 con el principal objetivo de preservar las colonias de pingüinos de Magallanes, y también preservar la fauna en general y el patrimonio histórico cultural.

## Valor natural

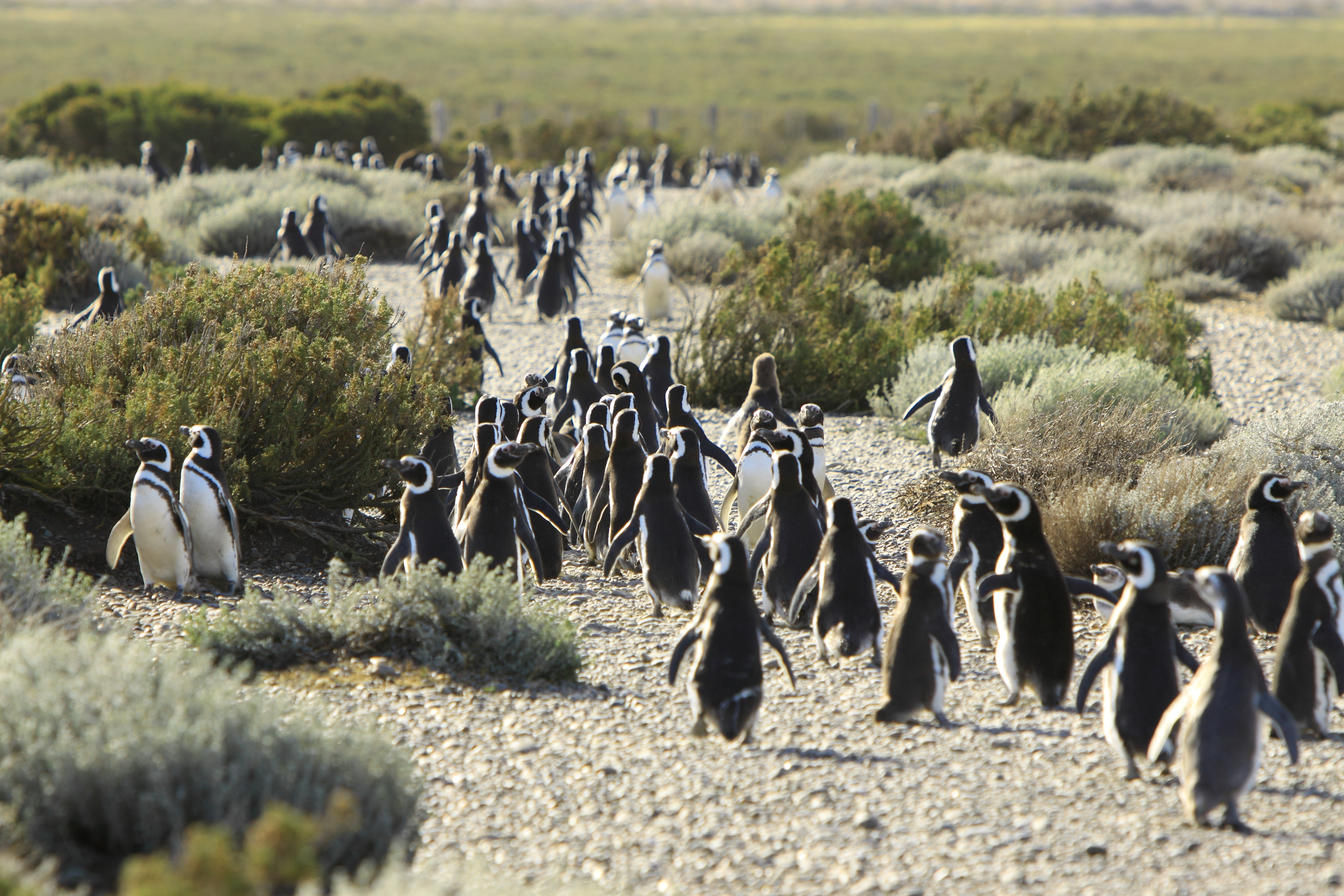
Spheniscus magellanicus en la reserva natural Cabo Vírgenes.

La zona alberga una colonia de pingüinos de Magallanes de aproximadamente 250.000 individuos. Es la pingüinera continental más austral del mundo y la segunda en tamaño poblacional del país. En septiembre llegan a la zona los machos a ocupar sus nidos, generalmente el mismo del año anterior; luego llegan las hembras, se aparean, y en octubre la hembra pone usualmente dos huevos que serán empollados por ambos padres, por turnos, durante 40 días. En abril los polluelos ya están aptos para iniciar la migración hacia aguas del norte.
También hay colonias reproductivas de gaviota cocinera, cormorán cuello negro y bandurria austral. Otras aves en la zona: cormoranes imperiales, halcones peregrinos, paloma antártica, chorlitejo doble collar, biguá, garza bruja, flamenco austral, cauquén común, macá grande, gaviota parda antártica o págalo subantártico, playerito blanco, gaviota austral y  gaviotín cola larga.  

## Valor histórico

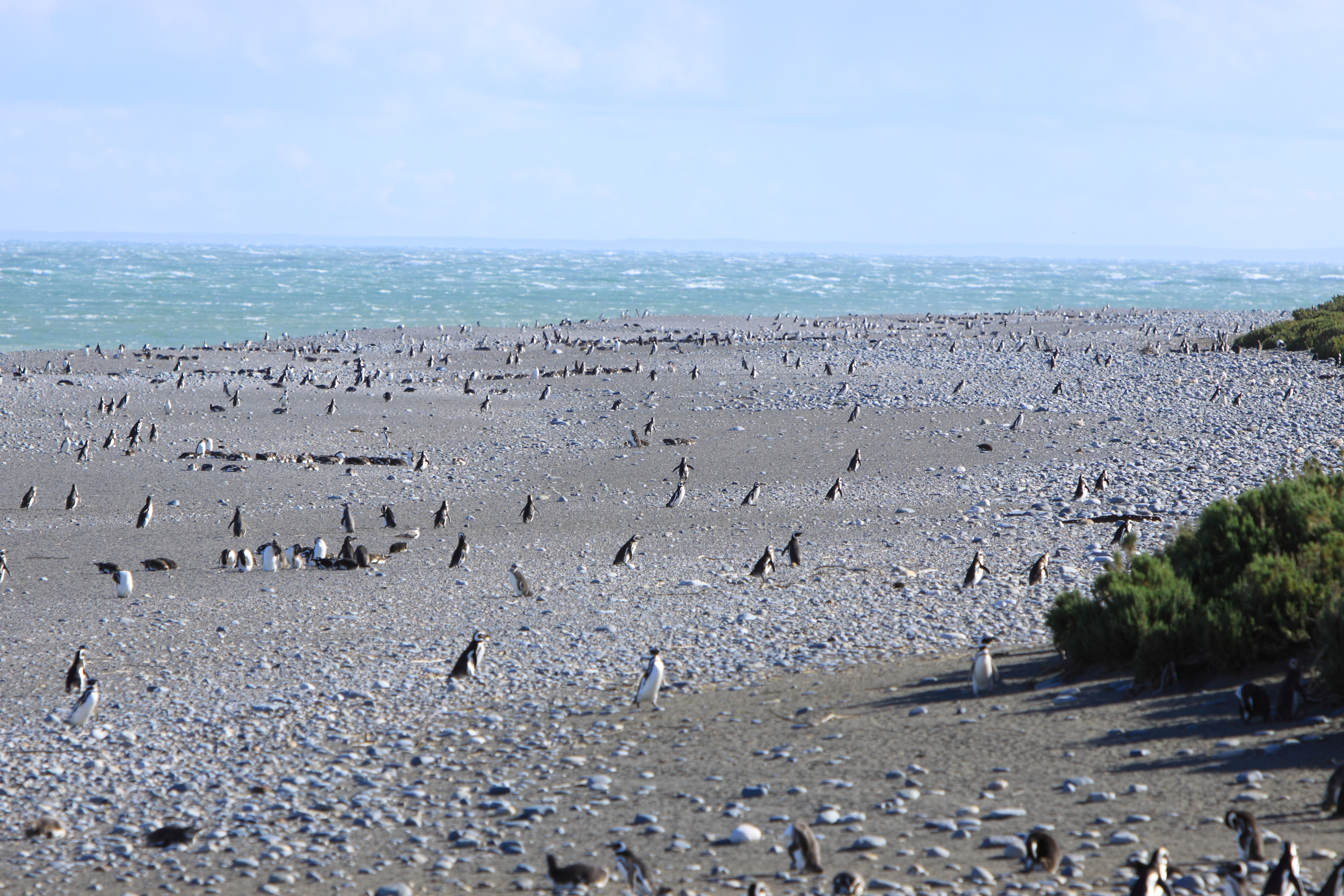
Pingüinos de Magallanes en la costa de la reserva.

En 1584 el marino español Pedro Sarmiento de Gamboa erigió la primera población española y europea de la Patagonia, la extinta ciudad del Nombre de Jesús. Hay un monumento en el lugar exacto donde estuvo emplazado este poblado.

## Amenazas
- Los derrames de petróleo tienen un efecto devastador.
- La pesca comercial en la que a menudo los pingüinos quedan atrapados en las redes.

## Acciones
Centro de Rehabilitación de Fauna Costera.
Es un complejo ubicado al pie de la loma donde se encuentra el Faro Cabo Vírgenes, con equipamiento adecuado para atender pingüinos de Magallanes afectados por derrames de petróleo, y donde se realizan también tareas de prevención, investigación y capacitación. El proceso de tratamiento implica la captura, estabilización, lavado, alimentación, rehabilitación y finalmente la devolución al mar en un período aproximado a los cuarenta días. La idea nació a partir de un convenio suscrito en 2008 entre la Universidad Nacional de la Patagonia Austral (UNPA), el Consejo Agrario Provincial (CAP), la Fundación UNPA y la estancia Monte Dinero, concretándose a partir del aporte económico de la empresa petrolera ENAP Sipetrol.